# Á Sprengisandi

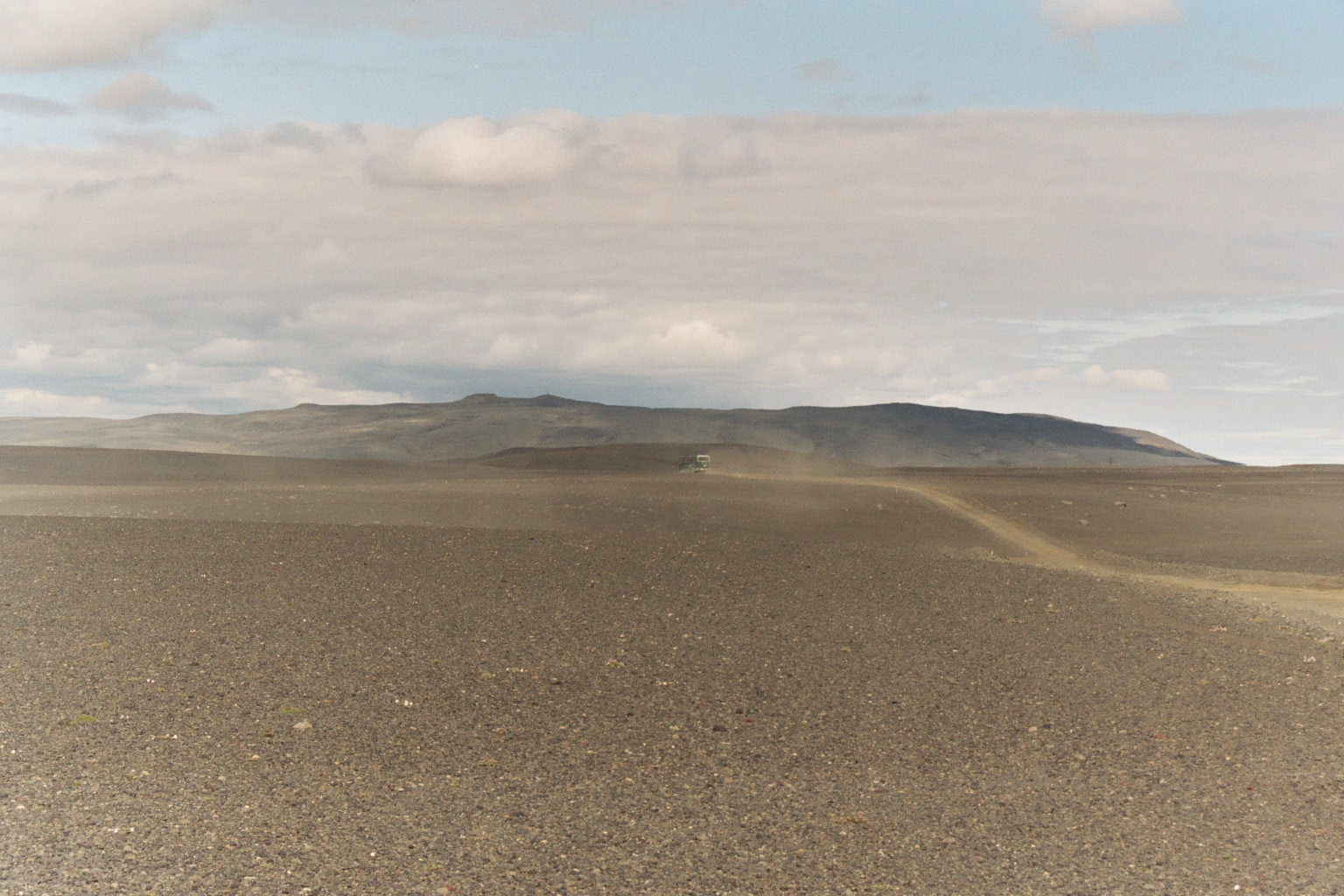
Sprengisandur

Á Sprengisandi (deutsch Auf dem Sprengisandur) ist ein isländisches Gedicht von Grímur Thomsen (1820–1896) aus dem Jahre 1861, das in der Vertonung durch Sigvaldi Kaldalóns den Status eines Volkslieds erlangt hat.

## Text
| Isländisch | Deutsch |
| --- | --- |
| Ríðum, ríðum, rekum yfir sandinn, rennur sól á bak við Arnarfell. Hér á reiki' er margur óhreinn andinn úr því fer að skyggja á jökulsvell. Drottinn leiði drösulinn minn, drjúgur verður síðasti áfanginn.     | Wir reiten, reiten, jagen über den Sand, die Sonne sinkt hinter dem Arnarfell. Hier in diesem Gebiet gibt es viele unreine Geister, die herauskommen aus dem Schatten im Gletschergebiet. Herr, führe mein Ross, die letzte Wegstrecke wird schwer.                           |
| Þei þei, þei þei. Þaut í holti tófa, þurran vill hún blóði væta góm, eða líka einhver var að hóa undarlega digrum karlaróm. Útilegumenn í Ódáðahraun eru kannski' að smala fé á laun.                           | Pst, pst, pst, pst. Auf einem Steinhügel rennt eine Polarfüchsin, ihren trockenen Gaumen will sie mit Blut netzen, oder vielleicht rief auch jemand mit einer seltsamen, dunklen Männerstimme. Die Geächteten aus dem Ódáðahraun treiben vielleicht heimlich Schafe zusammen. |
| Ríðum, ríðum, rekum yfir sandinn, rökkrið er að síga' á Herðubreið. Álfadrottning er að beisla gandinn, ekki' er gott að verða' á hennar leið. Vænsta klárinn vildi' ég gefa til að vera kominn ofan í Kiðagil. | Wir reiten, reiten, jagen über den Sand, die Abenddämmerung senkt sich über Herðubreið. Die Elfenkönigin zäumt ihren Zelter, es ist nicht gut, ihr in den Weg zu kommen. Mein bestes Pferd würde ich geben, wenn ich schon drüben in Kiðagil wäre.                            |

## Hintergründe
Grímur Thomsen schrieb Á Sprengisandi im August 1861.
Der Sprengisandur im zentralen isländischen Hochland ist ein sehr alter Weg, der schon seit dem Mittelalter zur Durchquerung Islands von Süd nach Nord genutzt wurde. Wegen der häufigen Wetterumschwünge und seiner Trockenheit war er bei den Einheimischen gefürchtet. In früheren Zeiten waren die Isländer überzeugt, dass hier Trolle und böse Geister sowie Geächtete ihr Unwesen treiben. Das Lied beschreibt die Furcht vor der Einsamkeit, den Geistern und den Geächteten, und fordert die Reiter auf, das Gebiet bei Tag so schnell wie möglich zu durchqueren. Das Tal Kiðagil stellt das sichere Ende der Reise dar.

## Musik
Der Komponist und Arzt Sigvaldi Kaldalóns (1881–1946) vertonte das Gedicht 1913 als Reiterlied.